# Jurijus
Jurijus Veklenko, född 6 juli 1990, är en litauisk sångare. Han representerade Litauen i Eurovision Song Contest 2019 med låten "Run with the Lions".